# Tavira
Tavira (tɐ'viɾɐ) è un comune portoghese di 26 167 abitanti situato nel distretto di Faro.

## Geografia
Tavira sorge lungo le rive del rio Gilão, nell'Algarve orientale, a 28 km ad est di Faro.
Il comune di Tavira confina a nord-est con il comune di Alcoutim, a est con Castro Marim e la parte occidentale del comune di Vila Real de Santo Antonio, a sud-ovest con Olhão, a ovest con São Brás de Alportel e Loulé e a sud con la costa atlantica. Si trova nella regione di Sotavento (Algarve orientale).
Il fiume Gilão attraversa la città e sfocia in mare. Le maree dell'estuario si alzano oltre la città stessa, permettendo ai pescatori di raccogliere vermi durante la bassa marea. La zona costiera di Tavira, insieme a quella di Olhão a ovest, forma la "Ria Formosa", un complesso lagunare composto da numerosi banchi e isolotti sabbiosi (alcuni dei quali abitati). Questa laguna è un'area protetta, una riserva ornitologica e dove la pesca è controllata. L'acqua è piuttosto salmastra sulla costa immediata, ma una volta attraversata la laguna i grandi banchi di sabbia bianca e le onde dell'Atlantico attirano molti turisti.
Porto di pesca dell'Algarve, ha conservato la struttura di cittadella fortificata con mura nonostante abbia subito gravi danni dal disastroso terremoto che colpì il Portogallo nel 1755. Un ponte pedonale a sette arcate di origine romana unisce la piazza centrale sulla riva occidentale del fiume con in quartieri settentrionali, nella città vecchia. Fra i monumenti da notare sono: la "Igreja da Misericordia" rinascimentale con annesso il "Museo Civico", il "Castelo dos Mouros" , la "Igreja de Santa Maria do castelo" ricostruita dopo il terremoto che conserva le tombe di dom Paio Peres Correa che combatté contro gli Arabi e dei "Sete Caçadores" cavalieri uccisi durante una battuta di caccia in un'imboscata tesa loro dall'esercito degli Almoravidi poco prima della riconquista della cittadina ad opera dei Portoghesi nel 1242.

## Monumenti e luoghi d'interesse
- Castello di Tavira
- Chiesa di Santa Maria del Castello
- Chiesa di San Giacomo
- Chiesa della Misericordia

## Società

### Evoluzione demografica
| 1801  | 1849  | 1900  | 1930  | 1940  | 1960  | 1981  | 1991  | 2001  | 2004  |
| 10557 | 14162 | 25392 | 27786 | 28920 | 27798 | 24615 | 24857 | 24997 | 25105 |

## Suddivisioni amministrative
Tavira si compone delle freguasias mostrate nell'immagine.
| Comune di Tavira | - Cachopo - Conceição e Cabanas de Tavira - Luz de Tavira e Santo Estêvão - Santa Catarina da Fonte do Bispo - Santa Luzia - Tavira |

## Infrastrutture e trasporti

### Strade
La principale via d'accesso a Tavira è l'Autoestrada A22, un'autostrada che attraversa longitudinalmente la regione dell'Algarve da ovest a est. 

### Ferrovie
La stazione di Tavira è situata lungo la Ferrovia dell'Algarve, una linea ferroviaria che attraversa l'Algarve da Lagos alla frontiera spagnola.